# Miranovačka Kula
Miranovačka Kula (cyr. Мирановачка Кула) – wieś w Serbii, w okręgu pirockim, w gminie Bela Palanka. W 2011 roku liczyła 9 mieszkańców.